# Le Rendez-vous des civilisations
Le Rendez-vous des civilisations est un essai d'Emmanuel Todd et Youssef Courbage paru en 2007 chez les éditions du Seuil.

## Présentation
Le livre a pour objet l'explication de l'évolution des sociétés musulmanes ou influencées par l'islam, en analysant les variables démographiques : nombre moyen d'enfant par femme, mortalité infantile, taux d'alphabétisation, entre autres,,. L'analyse de l'évolution de ces variables au cours du temps permet de montrer que les sociétés en question sont soit en train de passer leur transition démographique, soit sur le point de le faire. Certaines l'ont même déjà accomplie.
La transition démographique explique les troubles rencontrés par les sociétés humaines. Nombre de révolutions dans les sociétés européennes ont eu lieu durant les transitions démographiques européennes. Par ailleurs, ces transitions, ainsi que le niveau d'alphabétisation, indiquent que le monde dans son ensemble tend vers la modernité, la démocratie (quelle que soit sa forme), et donc la paix. Il s'agit donc plutôt d'un phénomène de convergence. Les troubles internes de ces sociétés, dont le monde occidental subit parfois les répercussions sous forme de terrorisme, ne sont qu'un sous-produit de cette transition, et non les signes avant-coureurs d'un quelconque télescopage, tel que le prophétisait Samuel Huntington dans Le Choc des civilisations.
Certains ont vu rétrospectivement dans cet ouvrage une prévision du Printemps arabe. Mais il faut noter que Samuel Huntington déjà, dans le chapitre V de son ouvrage, juge probable, pour des raisons démographiques, la survenue prochaine de révolutions dans les pays musulmans.